# Liga Continental de Hóquei de 2010–11
A Liga Continental de Hockey de 2010–11 foi a terceira edição da liga euro-asiática de hóquei no gelo. A edição foi iniciada em setembro de 2009 e com término em abril de 2010. O Avangard Omsk foi o campeão da Copa Continental e o Salavat Yulaev Ufa da Copa Gagarin.